# West Side Boys
West Side Boys var en gerillagrupp i Sierra Leone som ibland beskrivits som en politisk fraktion av Armed Forces Revolutionary Council, aktiva under den senare delen av inbördeskriget i Sierra Leone. Gruppen bestod till största delen av avhoppade soldater från landets armé som gått över till rebellsidan men även kvinnor och barn fanns med i gruppen. 
Gruppen var till viss del influerad av rapmusik och gangstarap. De var också storanvändare av egenodlat palmvin, lokalt odlad cannabis samt heroin som finansierades genom diamanthandel. Genom Operation Barras som genomfördes år 2000 av brittiska Special Air Service besegrades och avväpnades gruppen, som då bestod av omkring 400 personer. Under operationen dog en brittisk soldat och flertalet ur rebellstyrkan skadades eller dog. Gruppen leddes av Foday Kallay. Han ställdes senare inför rätta och dömdes till 50 års fängelse för bland annat kidnappning och brott mot mänskligheten